# 4455-ös mellékút (Magyarország)
A 4455-ös számú mellékút egy közel 7 kilométer hosszú, négy számjegyű országos közút Békés vármegye keleti részén. Teljes hosszában Battonya területén húzódik, a település központját köti össze a román határon kiépült határállomásával.

## Nyomvonala
Battonya központjának északkeleti részén indul, a városon kelet-nyugati irányban végighúzódó 4444-es útból kiágazva, annak 49,250-es kilométerszelvénye táján. Délnek indul, Köztársaság utca néven, majd nagyjából 750 méter után, az Árpád teret elhagyva délkeleti irányba fordul és az Aradi út nevet veszi fel. 1,8 kilométer után kilép a belterületről, és valamivel keletebbi irányt vesz, így éri el, 6,5 kilométer után a román államhatár átkelője előtt kiépült határállomást. Végighalad annak területén és az országhatárt elérve ér véget. Folytatása Tornya (Turnu) közigazgatási területén a 7B útszámozást viseli, Arad felé.
Teljes hossza, az országos közutak térképes nyilvántartását szolgáló kira.gov.hu adatbázisa szerint 6,744 kilométer.

## Települések az út mentén
- Battonya